# Maltjern
Maltjern (eller Maltjenn) är en sjö i Aurskog-Høland kommun i Akershus fylke i Norge. Maltjern var tidigare sötvattensreservoar för delar av Bjørkelangen och bebyggelsen runt sjön är därför begränsad till några få stugor. Sjön har ett maxdjup på ca 32 meter, ligger 199 meter över havet och har en yta på ca 453 m².